# NGC 2550A
NGC 2550A (другие обозначения — UGC 4397, MCG 12-8-43, ZWG 331.43, KUG 0823+739, IRAS08230+7354, PGC 23781) — спиральная галактика (Sc) в созвездии Жираф.
Этот объект не входит в число перечисленных в оригинальной редакции «Нового общего каталога» и был добавлен позднее.
Галактика NGC 2550A входит в состав группы галактик NGC 2523. Помимо NGC 2550A в группу также входят NGC 2523, NGC 2441, PGC 23781, UGC 4041 и UGC 4199.